# Codice Rohonc
Il codice Rohonc (Rohonci kódex in ungherese) è il nome con il quale si identifica un manoscritto ritrovato in Ungheria agli inizi del XIX secolo.
L'opera, completamente anonima, sembra essere stata scritta in una lingua sconosciuta e, similmente al manoscritto di Voynich, è stata per diversi anni oggetto di studio da parte di linguisti e crittografi. Nonostante le continue ricerche, però, non si è ancora arrivati ad avere risultati soddisfacenti a comprendere la natura del testo che rimane indecifrato. Questo ha portato la maggior parte degli studiosi ungheresi a ritenere che si tratti di un falso. Tuttavia, non ci sono prove concrete che avvalorino questa ipotesi.

## Storia
Il codice deve il suo nome alla storica città ungherese di Rohonc (attuale Rechnitz, Austria), dove fu ritrovato nel 1838.
La storia del manoscritto è quasi completamente sconosciuta. L'unico possessore noto fu il conte Gusztáv Batthyány. Apparentemente, il codice apparteneva ad una sua collezione privata che egli donò interamente alla biblioteca dell'Accademia ungherese delle scienze. Nel momento del ritrovamento era presente al suo interno una nota scritta a mano, risalente al 1743, che riportava: "Magyar imádságok, volumen I in 12" ("Preghiere ungheresi in volume singolo, in dodicesimo). Sia le dimensioni che il (presunto) contenuto dell'opera coincidono con la descrizione sulla nota, ma non vi erano altre informazioni presenti, il che ha reso impossibile avere altre informazioni in merito.
Subito dopo la sua scoperta, il manoscritto ha attirato l'attenzione di svariati studiosi e appassionati in giro per il mondo. Lo studioso ungherese Ferenc Toldy fu, nel 1840, tra i primi a cimentarsi nell'impresa. Successivamente toccò a Pál Hunfalvy e, dopo di lui, tentò il paleografo austriaco Albert Mahl, ma nessuno di loro sembrò arrivare ad una conclusione soddisfacente. Tra il 1884 e il 1885, Josef Jireček e suo figlio Konstantin Josef Jireček, entrambi professori universitari a Praga, studiarono 32 pagine del codice, dopo di che, venne inviato a Bernhard Jülg, professore all'Università di Innsbruck, in Austria. L'opera attrasse addirittura l'attenzione del noto pittore ungherese Mihály Munkácsy, che provò a tradurlo, senza però ottenere risultati.
L'ipotesi momentaneamente più accreditata, seppur anch'essa senza prove certe, è quella portata avanti dallo storico Károly Szabó nel 1866, secondo cui il manoscritto sia un falso creato da Sámuel Literáti Nemes, un antiquario, co-fondatore della Biblioteca nazionale Széchényi, divenuto noto per essere l'autore di moltissimi falsi (creati soprattutto intorno al 1830) con i quali riuscì ad imbrogliare anche i migliori studiosi del tempo.

## Contenuto

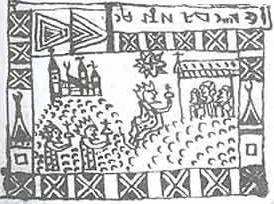
Un'illustrazione del manoscritto, probabilmente rappresentante l'adorazione dei Magi. Si noti la presenza della croce, della mezzaluna e della svastica.

Il codice Rohonc contiene 448 pagine e misura 12 x 10 cm, ogni pagina contiene tra le 9 e le 14 righe di simboli dal significato sconosciuto. Oltre al testo, sono presenti 87 illustrazioni, per lo più a tema religioso e militare. Nonostante molti dei disegni sembrino rappresentare passaggi biblici, una caratteristica molto peculiare è la costante presenza di simboleggiatura Cristiana, Islamica e Pagana negli stessi scenari: i disegni sembrano rappresentare un ambiente in cui queste tre realtà coesistono pacificamente.
Secondo uno studio svolto dallo storico Benedek Láng, il manoscritto sembra essere formato da carta veneziana realizzata intorno al XVI secolo e, sempre secondo Láng, il codice è stato creato intorno al XVI e XVII secolo.

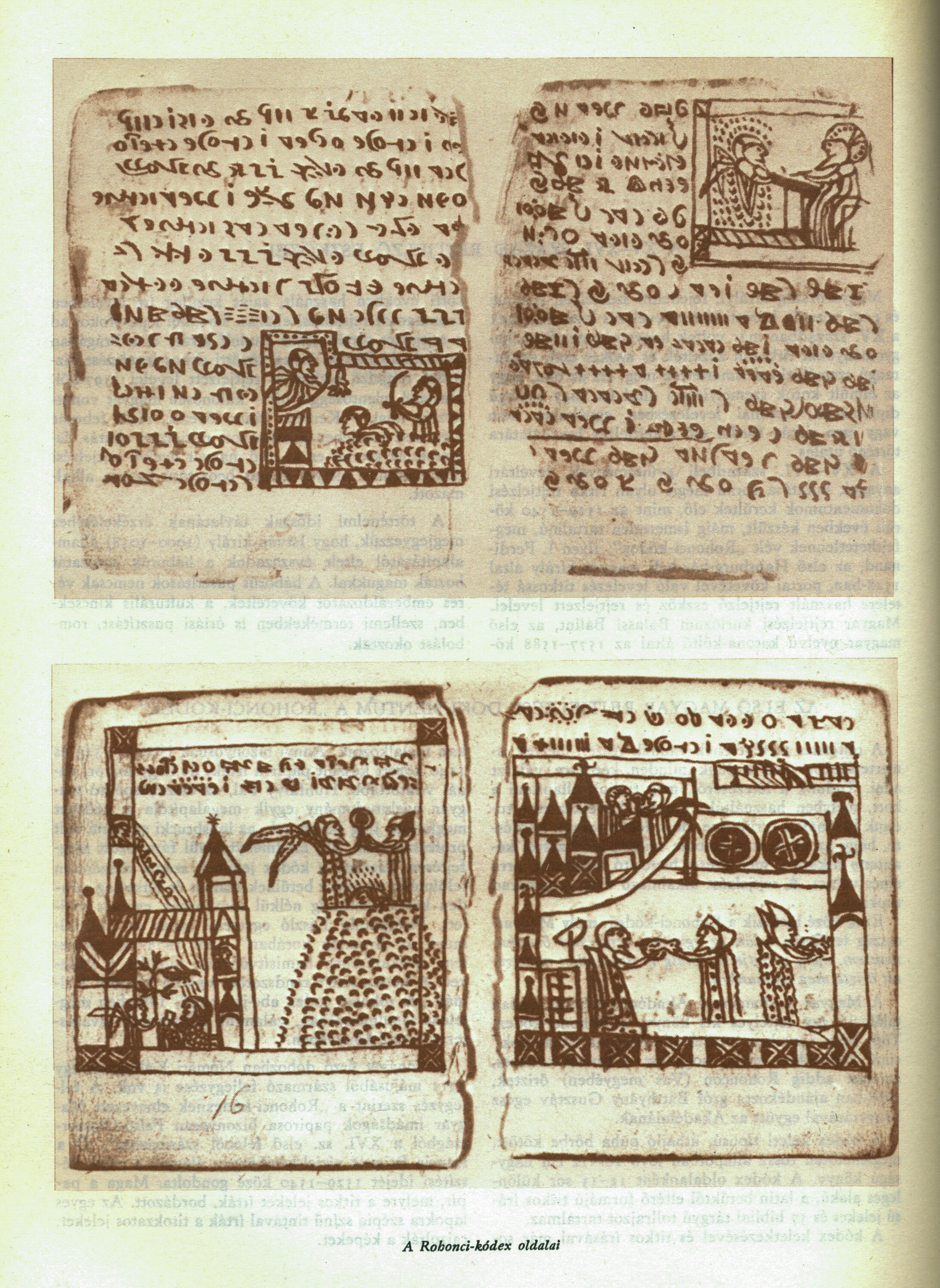
Alcune pagine del manoscritto

## Lingua e possibili interpretazioni
Il codice sembra essere scritto interamente in una lingua sconosciuta con un sistema di scrittura proprio anche se non è chiaro se si tratti di un alfabeto, un abjad o di logogrammi. Il linguista Kálmán Némäti riuscì a contare ben 792 simboli unici, il che rende l'ipotesi dell'alfabeto altamente improbabile perché, se così fosse, esso conterrebbe un numero di lettere (quindi di possibili suoni) dieci volte più grande di qualsiasi altro alfabeto conosciuto. Questo ha fatto sorgere l'ipotesi che si tratti di un sillabario o, in alternativa, di un ibrido tra un normale alfabeto e un sistema di tipo logografico. Inoltre, lo spazio lasciato sul margine destro di ogni foglio, lascia presagire che i simboli siano stati scritti (e quindi che debbano essere letti) da destra a sinistra.

Rune ungheresi. Si noti la somiglianza con il sistema di scrittura usato nel manoscritto

Con il tempo sono state proposte svariate ipotesi riguardo all'origine e allo scopo del manoscritto, alcune hanno addirittura fornito una possibile traduzione. Tuttavia, nessuna di esse è riuscita a ottenere un riscontro universalmente accettato dagli esperti. Tra coloro che ritengono il manoscritto autentico, l'ipotesi più accreditata è che si tratti di un testo religioso scritto in ungherese antico che, al tempo, veniva scritto utilizzando un alfabeto runico.
Altre ipotesi includono: la lingua Daca, la lingua Romena antica o addirittura l'Hindi.

### Ipotesi Sumero-Ungherese

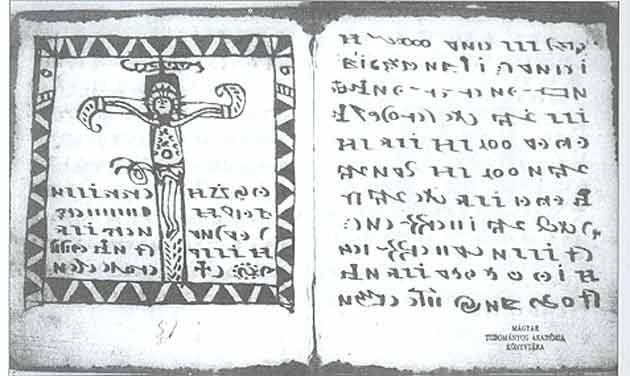
Un'illustrazione probabilmente rappresentante la crocifissione di Cristo (Sinistra) e una pagina del manoscritto (Destra)

Attila Nyíri propose nel 1996, dopo aver studiato due pagine del codice, una possibile soluzione. Dopo aver ruotato le pagine sottosopra, identificò una possibile legatura Sumera, così cercò di sostituire ogni simbolo con l'alfabeto latino e facendo questo con la prima riga del manoscritto, ottenne:
"Eljött az Istened. Száll az Úr. Ó. Vannak a szent angyalok. Azok. Ó."
"Il vostro Dio è qui. Il signore vola. Oh. Ecco gli angeli santi. Loro. Oh"
Quest'ipotesi fu, fin da subito, considerata estremamente controversa. Per raggiungere questo risultato Nyíri assegnò la stessa lettera a simboli completamente diversi e, lui stesso dovette sistemare l'ordine delle "lettere" in modo da ottenere una frase di senso compiuto. Oltretutto, fa notare Ottó Gyürk, l'ipotesi di Nyíri, anche solo per essere lontanamente veritiera, richiederebbe che fosse vera anche l'ipotesi che l'ungherese derivi dal sumero, cosa ancora completamente indimostrata.

### Ipotesi Daco-Romena
La filologa romena Viorica Enăchiuc propose, nel 2002, una traduzione. Ella affermava che il codice fosse scritto nel dialetto Daco del Latino volgare. Affermò, inoltre, che il manoscritto risalga al XII secolo e che contenga la storia dei Valacchi, e delle loro battaglie contro gli ungheresi e i peceneghi, oltre che la presenza di svariati toponimi tra i quali: Arad, Dridu, Olbia, Ineu, Rarău, Dniester e Tisău.
Nella traduzione di Enăchiuc figura:
Solrgco zicjra naprzi olto co sesvil cas
"Oh Sole della vita, lascia che scriva lo scorrere del tempo"
Deteti lis vivit neglivlu iti iti itia niteren titius suonares imi urast ucen
"In gran numero, nella battaglia feroce, vai senza paura, vai come un eroe. Prosegui con gran fragore, spazza via e sconfiggi gli ungheresi!"
Anche questa traduzione è stata oggetto di forti critiche: La filologa compie lo stesso errore di Nyíri, sostituendo la stessa lettera a simboli differenti e, soprattutto, la sua traduzione si basa su uno stadio della lingua romena che sembra non essere assolutamente chiaro. Inoltre, non vi è alcun collegamento tra le illustrazioni e la traduzione di Enăchiuc.

### Ipotesi Brahmi-Hindi
Un'altra soluzione fu proposta nel 2004 dall'indiano Mahesh Kumar Singh. Egli affermò che il testo fosse scritto da sinistra a destra in una variante sconosciuta dell'alfabeto Brahmi. Cercò di traslitterare le prime 24 pagine del codice, ottenendo un testo in Hindi che poi tradusse in ungherese arrivando così a ottenere l'inizio di quello che sembra essere un vangelo apocrifo.
Questa è la traduzione delle prime due righe della prima pagina del manoscritto, secondo Singh:
"he bhagwan log bahoot garib yahan bimar aur bhookhe hai / inko itni sakti aur himmat do taki ye apne karmo ko pura kar sake"
"Oh Dio mio! Qui le persone sono estremamente povere, malate e affamate. Donaci beni sufficienti per permettergli di soddisfare tutte le loro necessità"

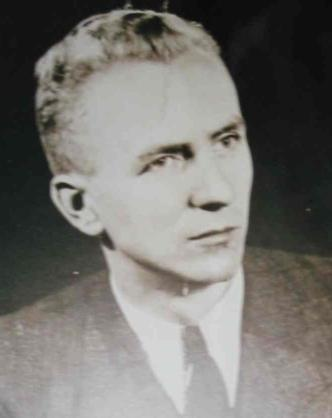
Károly Szabó ipotizzò che il codice fosse, in realtà, un falso

Questa ipotesi non ottenne molto successo e venne considerata priva di qualsiasi fondamento.

### Tentativi sistematici e ipotesi di Ottó Gyürk
Momentaneamente, l'unica ricerca che sembra aver portato dei risultati accettabili è quella svolta da Ottó Gyürk che, nel 1970, effettuò degli esami per verificare con maggior certezza quale fosse la direzione di scrittura e lettura del manoscritto, che confermò essere da destra a sinistra, dall'alto verso il basso, incluso anche l'ordine della pagine (il libro va sfogliato da destra a sinistra). Gyürk, inoltre, identificò anche alcuni numeri nel manoscritto. 
Basandosi sulle ricerche di Gyürk, Miklós Locsmándi fece alcuni studi a metà degli anni 90. Effettuando delle ricerche attraverso un computer, egli confermò i risultati delle ricerche di Gyürk e, inoltre, presentò ulteriori scoperte riguardo al manoscritto. Affermò che i simboli a forma di "i" abbiano lo scopo di separare le frasi tra loro. Effettuò anche uno studio intenso sui vari segni diacritici del testo (quasi esclusivamente dei puntini), senza però arrivare a comprendere il loro utilizzo. L'ipotesi più rilevante di Locsmándi riguarda la lingua in cui è stato composto il manoscritto. Il ricercatore affermò che, in tutto il codice, ci sia la totale assenza di elementi che facciano pensare alla presenza di casi linguistici, caratteristica che, di controparte, è fortemente presente nella lingua ungherese. Questo dimostra, sempre secondo Locsmándi, che l'opera è stata scritta in una lingua diversa dall'ungherese e che non sia assolutamente un falso. Nonostante afferma di non essere in grado di poterlo dimostrare a livello pratico, le forti regolarità presenti nell'intero testo non lasciano assolutamente presagire che si tratti di simboli casuali ma, bensì,  di un sistema di scrittura ben studiato e definito.
Durante i primi anni del XXI secolo, le ricerche riguardanti il Codice Rohonc sono aumentate. Nel 2010 Benedek Láng ha riassunto le sue scoperte in un articolo e, successivamente, in un libro pubblicato l'anno seguente. Anche lui sostiene l'autenticità del manoscritto (ipotesi attualmente rifiutata dalla maggior parte degli accademici ungheresi) e afferma che esso sia stato scritto in:
- Un codice cifrato;
- Un sistema di stenografia;
- Una lingua artificiale.[5]

Nel 2010, Gábor Tokai pubblicò una serie di tre articoli sulla rivista scientifica ungherese Élet és Tudomány. Egli provò a datare il Codice basandosi sulle analogie storiche presenti nelle varie illustrazioni. Nonostante la presenza di svariate osservazioni di grande valore, le sue conclusioni furono considerate molto vaghe. Nonostante anche egli non potesse dimostrare la veridicità dell'opera, confermò il pensiero di Locsmándi: Il manoscritto presenta esagerata regolarità per poter essere considerato un falso. Alcuni mesi dopo, Tokai pubblicò altri due articoli dove tentò di dare una possibile spiegazione ad alcuni "pezzi di codice" presenti nel manoscritto. Basò le sue ricerche cercando di accostare testo ed immagini, estrapolando da queste ultime eventuali lettere di cui si poteva confermare la pronuncia (Per esempio: il Titulus Crucis presente in una delle rappresentazioni della crocifissione che dovrebbe contenere le lettere: INRI). Utilizzando questo metodo, il ricercatore affermò di aver scoperto delle referenze alle figure bibliche dei quattro evangelisti, arrivando ad identificare il nome di quest'ultimi e un numero ad essi associato. Basandosi, inoltre, sui lavori di Gyürk e Locsmándi, Tokai affermò che la maggior parte dei numeri presenti nel testo siano in realtà anni numerici che fanno riferimento ad un calendario Anno Mundi di cui si hanno ancora poche informazioni.
Levente Zoltán Király fece molti progressi descrivendo vari elementi strutturali del codice. Nel 2011 mostrò un metodo per dividere il testo in frasi. Arrivò ad identificare 7 sezioni di pagina divise addirittura da intestazioni numerate e, ogni sezione sembra essere preceduta da una sorta di indice. Anche Király conferma la presenza di codici riguardanti i quattro evangelisti e, inoltre, afferma che il manoscritto presenti un complesso sistema di intestazione dei capitoli utilizzato per referenze bibliche. Questa struttura, continua il ricercatore, non è però presente all'inizio del libro, essendo questa parte interamente dedicata alla lunga e continua narrazione di quella che sembra essere la passione di Cristo.
Secondo Tokai e Király, il codice è scritto in una lingua artificiale utilizzando un alfabeto in codice. Affermano, inoltre, che il manoscritto sia stato scritto intorno al 1593 e che sia una normale opera destinata alla lettura cattolica ma, nonostante contenga quasi esclusivamente passaggi biblici, sono anche presenti alcuni testi apocrifi tra i quali il ritorno di Set in paradiso e alcune preghiere rivolte alla Vergine Maria. 
Nel 2018, Tokai e Király hanno dichiarato che stanno proseguendo le loro ricerche.